# Hydroeciodes zinda
Hydroeciodes zinda är en fjärilsart som beskrevs av Dyar 1910. Hydroeciodes zinda ingår i släktet Hydroeciodes och familjen nattflyn. Inga underarter finns listade i Catalogue of Life.